# Umma (Gattung)
Umma ist eine Gattung der Prachtlibellen. Die etwa zehn bekannten Arten leben im tropischen Afrika.

## Merkmale
Es handelt sich um relativ große Prachtlibellen, mit Hinterflügellängen zwischen 26 und 38 Millimeter. Der Hinterleib ist ausgesprochen lang und schlank, er überragt in Ruhelage die Flügelspitzen merklich. Umma-Arten sind überwiegend metallisch grün bis bläulichgrün gefärbt (einige Arten mit schwarzem Hinterleib), bei vielen Arten sind auch die Flügeladern metallisch grün und verleihen den Flügeln einen deutlichen metallischen Schimmer. Im Gegensatz zur Gattung Sapho sind die Flügel aber nicht ausgedehnt blaumetallisch gefärbt, außerdem ist das Flügelmal Pterostigma kleiner; bei einigen Arten fehlt es ganz. Die nahe verwandte Gattung Sapho ist sehr ähnlich. Umma ist von dieser zu unterscheiden an folgenden Merkmalen: Das Labium ist rein schwarz gefärbt, ohne helle Anteile; die Humeral- und Interpleuralnähte (farblich abgesetzte Verbindungsnähte zwischen verschiedenen Rumpfskleriten) sind nicht durch blasse Zeichnungselemente eingefasst. Außerdem sind folgende Merkmale des Flügelgeäders typisch: Das Discoidalfeld des Vorderflügels (ein Flügelabschnitt im hinteren Bereich) ist vor dem Nodus einreihig und verbreitert sich bis zum Flügelrand auf 15 bis 25 Zellen, die Basis der Analader des Vorderflügels zeigt in Richtung Flügelbasis.
Die Larven von Umma sind, soweit bisher bekannt, relativ kompakt gebaut. Die Schenkel (Femora) ihrer Beine sind abgeplattet. Auf dem Hinterleib sitzen drei Reihen von Dornen, eine in der Mitte und je eine seitlich. An den Antennen ist das erste Glied etwa genauso lang wie die übrigen zusammengenommen.

## Habitat
Umma-Arten leben an kleineren bis mittelgroßen Fließgewässern, oft mit sandigem Grund. Die Larven sitzen als Lauerjäger am Gewässergrund, oft zwischen Baumwurzeln am Ufer verborgen, wo sie unbeweglich auf vorbeischwimmende Beute warten. Die Arten leben in Wäldern, oder im Bereich von Galeriewäldern auch in offenen Habitaten. In den meisten Regionen kommt immer nur jeweils eine Art vor, teilweise leben aber bis zu drei sympatrisch. In den Regenwäldern Zentralafrikas kommen die drei Arten Umma mesostigma, Umma longistigma und Umma gumma oft nebeneinander am selben Gewässer vor.

## Verbreitung
Die Gattung ist beschränkt auf das tropische Afrika.

## Taxonomie und Systematik
Der Gattungsname Umma wurde 1890 durch William Kirby eingeführt. Die Gattung wurde eigentlich schon 1853 durch Selys beschrieben, der von diesem vergebene Gattungsname Cleis ist aber homonym zu gleich zwei älteren Namen, Cleis Guérin, 1831 (eine Schmetterlingsgattung) und Cleis Mulsant, 1850 (eine Käfergattung), so dass Kirbys Name als Ersatzname verwendet werden muss. Die Gattung bildet mit den gleichfalls afrikanischen Gattungen Phaon Selys, 1853 und Sapho Selys, 1853 die Tribus Saphoini. Die Verwandtschaft wurde mit phylogenomischer Methodik bestätigt. Da noch nicht genügend Arten getestet wurden, bestehen noch Zweifel hinsichtlich der Monophylie der Gattungen.

### Arten
Die Gattung umfasst, nach heutiger Kenntnis, die folgenden Arten:
- Umma cincta  (Hagen in Selys, 1853). Typusart der Gattung. Westliches Afrika, Demokratische Republik Kongo, von dort westlich bis Guinea-Bissau.
- Umma declivium Förster, 1906. (auch declivia geschrieben). Ostafrika (Malawi und Tansania).
- Umma electa Longfield, 1933. Demokratische Republik Kongo und Angola, fraglich in Gabun. Synonym: Umma distincta Longfield, 1933.
- Umma femina Longfield, 1947. Endemit Angolas, gefährdet.
- Umma gumma Dijkstra, Mézière & Kipping, 2015. Republik Kongo, Demokratische Republik Kongo, Gabun und Kamerun. Früher mit Umma longistigma verwechselt.
- Umma longistigma (Selys, 1869). Zentral- bis Westafrika, Demokratische Republik Kongo, von dort westlich bis Nigeria, vermutlich auch in Angola.
- Umma mesostigma (Selys, 1879). Westliches Zentralafrika, von der Republik Kongo bis in den äußersten Osten Nigerias. Synonym Umma splendida Navás, 1922.
- Umma mesumbei Vick, 1996. Endemit Kameruns, nur am Kupe gefunden.
- Umma purpurea Pinhey, 1961. angegeben aus Kamerun und Äquatorialguinea. mit Schwarz-purpurn gefärbter Oberseite von Kopf und Rumpf.
- Umma saphirina Förster, 1916. angegeben aus Zentralafrika, östlich bis Uganda. Möglicherweise synonym zu U. mesostigma.